# دراغيشا فوتشينيتش
دراغيشا فوتشينيتش (بالصربية: Драгиша Вучинић) مواليد 4 أبريل 1948 في موستار، جمهورية البوسنة والهرسك الاشتراكية، هو مدرب كرة سلة صربي ولاعب سابق. بدأ مسيرته الاحترافية في سنة 1967. حقق المركز الثاني في بطولة أمم أوروبا لكرة السلة 1971. اعتزل اللعب في 1979. لعب مع نادي ريد ستار لكرة السلة.

## الميداليات
| الميدالية | المسابقة                         |
| --------- | -------------------------------- |
| فضية      | بطولة أمم أوروبا لكرة السلة 1971 |

## روابط خارجية
- دراغيشا فوتشينيتش على موقع الاتحاد الدولي لكرة السلة (الإنجليزية)